# Westdeutsche Fußballmeisterschaft 1903/04
Die westdeutsche Fußballmeisterschaft 1903/04 war der zweite vom Rheinisch-Westfälischen Spiel-Verbandes organisierte Wettbewerb. Sieger wurde der Duisburger SpV. In der Endrunde um die deutsche Meisterschaft erreichten die Duisburger das Halbfinale.
In den drei Bezirken Köln/Bonn, Niederrhein und Rhein/Ruhr wurden zunächst Bezirksmeister ermittelt. Die Bezirksmeister ermittelten danach in einer Endrunde den westdeutschen Meister.

## Bezirksmeisterschaften

### Bezirk I Köln/Bonn
| Pl. | Verein                | Sp. | S | U | N | Tore    | Quote | Punkte |
| --- | --------------------- | --- | - | - | - | ------- | ----- | ------ |
| 1.  | Bonner FV             | 6   | 6 | 0 | 0 | 027:900 | 3,00  | 12:0   |
| 2.  | Cölner FC 1899        | 6   | 3 | 1 | 2 | 022:110 | 2,00  | 07:50  |
| 3.  | Cölner BC 1901        | 6   | 2 | 0 | 4 | 014:200 | 0,70  | 04:80  |
| 4.  | FC Borussia Cöln      | 6   | 0 | 1 | 5 | 005:280 | 0,18  | 01:11  |
| 5.  | Dürener TG 1903 a (N) | 0   | 0 | 0 | 0 | 000:000 | 1,00  | 0:0    |

| (N) | Aufsteiger |

### Bezirk II Niederrhein
| Pl. | Verein                | Sp. | S | U | N | Tore    | Quote | Punkte |
| --- | --------------------- | --- | - | - | - | ------- | ----- | ------ |
| 1.  | Düsseldorfer FC 1899  | 0   | 0 | 0 | 0 | 000:000 | 1,00  | 0:0    |
| 2.  | FC München-Gladbach b | 0   | 0 | 0 | 0 | 000:000 | 1,00  | 0:0    |
| 3.  | Rheydter TV 1847 c    | 0   | 0 | 0 | 0 | 000:000 | 1,00  | 0:0    |

### Bezirk III Rhein/Ruhr
| Pl. | Verein                     | Sp. | S | U | N | Tore    | Quote | Punkte |
| --- | -------------------------- | --- | - | - | - | ------- | ----- | ------ |
| 1.  | Duisburger SpV             | 5   | 4 | 0 | 1 | 015:500 | 3,00  | 08:20  |
| 2.  | Essener SV 1899            | 5   | 0 | 3 | 2 | 009:120 | 0,75  | 03:70  |
| 3.  | Duisburger SC Preußen 1901 | 5   | 0 | 2 | 3 | 016:130 | 1,23  | 02:80  |
| 4.  | Essener TB d               | 3   | 0 | 0 | 3 | 001:110 | 0,09  | 0:60   |

## Endrunde
| Pl. | Verein             | Sp. | S | U | N | Tore    | Quote | Punkte |
| --- | ------------------ | --- | - | - | - | ------- | ----- | ------ |
| 1.  | Duisburger SpV     | 4   | 1 | 3 | 0 | 004:300 | 1,33  | 05:30  |
| 2.  | Düsseldorfer FC 99 | 4   | 1 | 2 | 1 | 003:400 | 0,75  | 04:40  |
| 3.  | Bonner FV          | 4   | 1 | 1 | 2 | 003:300 | 1,00  | 03:50  |

|                    | DUI | DÜS | BON     |
| ------------------ | --- | --- | ------- |
| Duisburger SpV     | –   | 1:1 | 1:1     |
| Düsseldorfer FC 99 | 1:1 | –   | a X:0 a |
| Bonner FV          | 0:1 | 2:1 | –       |